# Gneven
Gneven liegt im Land Mecklenburg-Vorpommern, Landkreis Ludwigslust-Parchim, nur wenige Kilometer von der Landeshauptstadt Schwerin entfernt östlich des Schweriner Sees. Durch das Gemeindegebiet fließt die Warnow. Gneven gehört zum Amt Crivitz.

## Geografie und Verkehr
Gneven liegt beidseits der Warnow, die in Nord-Süd-Richtung die Gemeinde durchfließt. Westlich des Gemeindegebiets liegt der Schweriner See. Mehr als die Hälfte des hügeligen Gemeindegebietes sind mit Wald bedeckt. So befindet sich im Westen das Waldgebiet Hohes Holz mit den höchsten Anhöhen 68 m ü. NHN der Gemeinde. Einige kleinere Seen wie der Vorbecker See befinden sich im Gemeindegebiet.
Die Gemeinde liegt südlich der Bundesstraße 104 und nördlich der Bundesstraße 321. Umliegende Städte sind Schwerin, Brüel und Crivitz.

### Ortsteile
- Gneven
- Vorbeck[2]

## Geschichte
Gneven wurde 1246 erstmals urkundlich erwähnt. Die Gegend war schon länger besiedelt. Sie wurde durch den Dreißigjährigen Krieg in Mitleidenschaft gezogen. Das Gebiet gehörte bis 1918 zum Großherzogtum Mecklenburg-Schwerin, danach zum Land Mecklenburg bzw. von 1952 bis 1990 zum Bezirk Schwerin.
Gut Gneven hatte oft wechselnden Besitzer. Es ist seit den 1990er Jahren eine Agrarproduktivgenossenschaft (APG). Das Gnevener Gutshaus befand sich im 16. Jahrhundert im Besitz der Familien von Plessen und von Kardorff, später der von Preen, von Walberg, von Petersdorff und schließlich 1734 der von Bassewitz. 1890 erwarb Hugo Kruse das Gut. Seit 1925 war Felix Heribert Schoeller (1881–1958) Besitzer von Gut Gneven. Er verkaufte das Gut aber bereits 1927/1928 an die Feinpapierfabrik Felix Schoeller & Bausch in Neu Kaliß, die sein Großvater Felix Heinrich Schoeller (1821–1893) gemeinsam mit dem Geheimen Kommerzienrat Theodor Bausch 1872 gegründet hatte und in der er als Technischer Leiter angestellt war. Nach 1945 betrieb die Familie Schoeller den Schoeller-Hof bei Osnabrück, wo sie seit 1895 mit der von Felix Hermann Maria Schoeller (1855–1907) gegründeten Felix Schoeller Gruppe unternehmerisch tätig war und die heute einer der größten Spezialpapierhersteller ist.

Das klassizistische Gutshaus Gneven erhielt seine halbrunde Bauform um 1908. Nach 1945 war hier der Konsum, die Gaststätte, das Gemeindebüro und Wohnungen untergebracht. In den 1990er Jahren wurde das Gebäude als Wohnhaus saniert.
Vorbeck: Die frühgotische Kirche stammt im Kern aus dem 14. Jahrhundert. Gutsbesitzer waren u. a. die Familien von Bülow (14.–18. Jh.), Ihlenfeld, von Pentz, Hansen, Ueckermann, Kruse, Strauß, Klatte, Reelfs und Schöller (bis 1945). Das Gutshaus stammt von 1912 errichtet auf dem Gewölbekeller eines Vorgängerbaues. Vorbeck wurde zum 1. April 1921 nach Gneven eingemeindet.

## Politik

### Wappen, Flagge, Dienstsiegel
Die Gemeinde verfügt über kein amtlich genehmigtes Hoheitszeichen, weder Wappen noch Flagge. Als Dienstsiegel wird das kleine Landessiegel mit dem Wappenbild des Landesteils Mecklenburg geführt. Es zeigt einen hersehenden Stierkopf mit abgerissenem Halsfell und Krone und der Umschrift „GEMEINDE GNEVEN“.

## Sehenswürdigkeiten
In Gneven

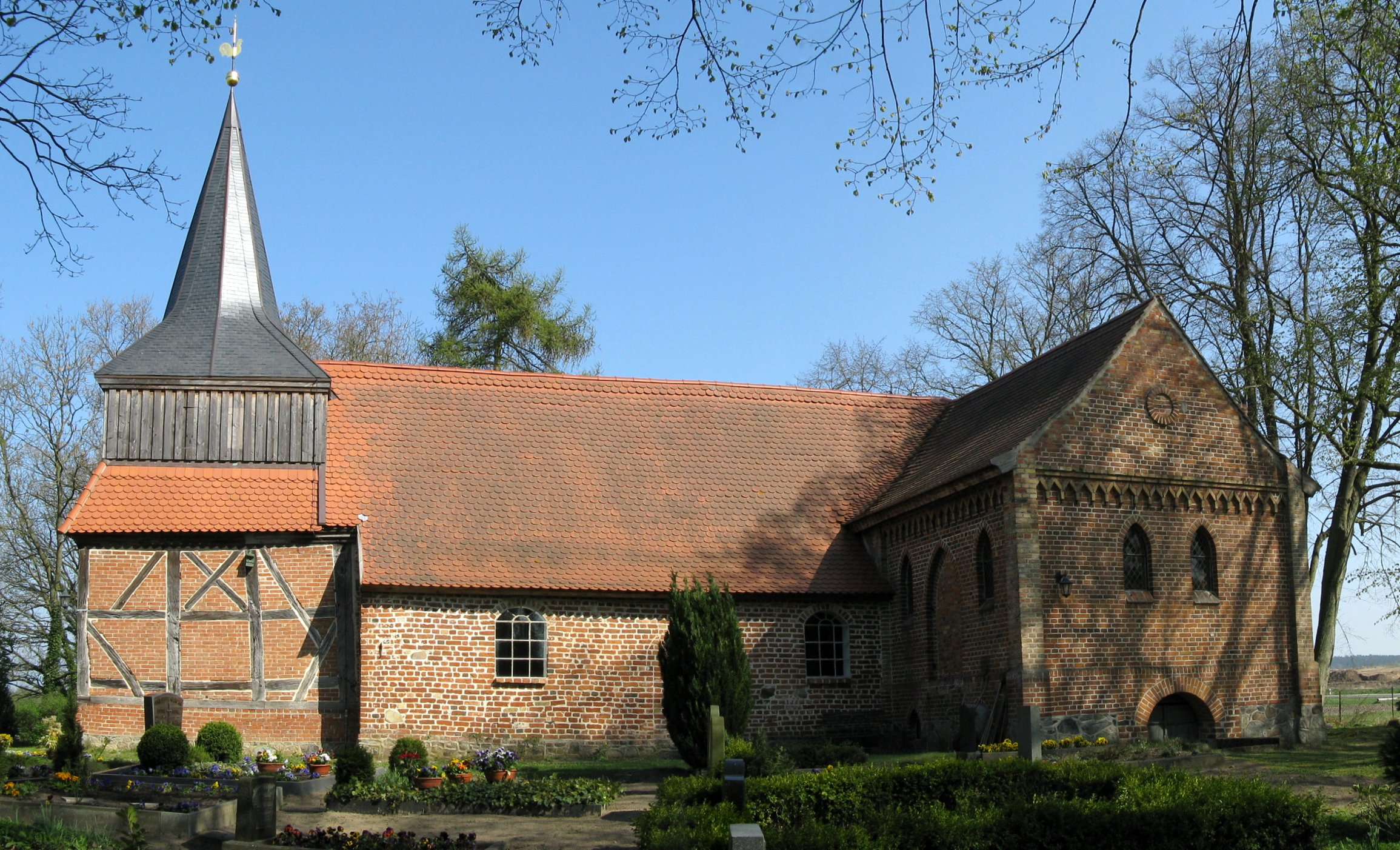
Dorfkirche in Vorbeck

- Gutshaus Gneven: Ehemaliger Sitz der Unternehmerfamilie Schoeller
- Dorfplatz

In Vorbeck
- frühgotische Kirche in Vorbeck aus dem 14. Jahrhundert mit gotischen Schnitzaltar
- Gutshaus Vorbeck: Zweigeschossiger Putzbau von  1912 mit Mittelrisalit und Portikus; heute Land- und Golfhotel[4]
- Golfplatz Winstongolf in Vorbeck, Austragungsort internationaler Turniere[5]

## Persönlichkeiten
- Christian Siegfried von Bassewitz (1755–1831), dänischer Offizier